# ゴーファーの野望 エピソードII
『ゴーファーの野望 エピソードII』（ゴーファーのやぼう エピソード・ツー）は、1989年1月27日に発売されたMSX用シューティングゲームで、グラディウスシリーズのうちの1作である。同機種のグラディウス、『グラディウス2』、『沙羅曼蛇』の続編で、MSX版グラディウスシリーズ最後の作品となっている。「エピII」「EP2」「ゴーファー」などと略される。英題はNEMESIS3 THE EVE OF DESTRUCTION。韓国でもZemina（新韓商事）が正式ライセンスを受けた上で『사라만다(サラマンダ) II』のタイトルで発売した。i-revoやWii、Wii Uのバーチャルコンソール、プロジェクトEGG向けにも配信されている。
MSX/MSX2両対応ソフトとなっており、MSX2で起動すると、パレットへの対応などが行われ、グラフィックの色が若干変わる。

## 概要
本作は、タイトルから分かるようにAC版『グラディウスII -GOFERの野望-』を基にして作られており、スタート時のウェポンセレクトBGMや、最終面ボスであるゴーファーの存在などにその面影が見えるが、オリジナル要素が強く、殆ど別物と言って良い。
前述のウェポンセレクト、前作『グラディウス2』でも存在したパワーアップゲージの拡張システムの両方があるため、登場する武装の総数は数あるグラディウスシリーズ中最多。MSX版グラディウスシリーズは追加ウェポンの存在もあってゲームを進めた分自機が強くなる特徴を持ち、それを前提としてゲームのバランスを取っているため全体的な難易度が総じて高いが、本作はその中では比較的難易度が低く設定されている。
オープニングデモにはそれまでの激闘の歴史を振り返るような過去作品のシーンが幾つも再現され、まさしく完結篇といったストーリーになっている。重力場や、ギミック、大きなキャラクタなど、PCGを使った演出は更に強化されて他の機種よりもダイナミックな仕掛けが増えている反面、データの定義、転送などで一瞬ゲームが止まるなど性能の限界を感じさせる作りになっている。
MSX版過去2作と同様高いストーリー性を持ち、さらに本作は進行中に数個のキーアイテムを発見しなければ最終ステージへ進むことが不可能だったり、その最終ステージでさらにもう一つのキーアイテムを入手しないと真のエンディングへ到達できないなど、かなり手の込んだ作りになっている。
また本作は、プレイ時に常に異なるゲームタイプが存在する。これはゲーム開始時に決定される見えない変数で、このタイプによってステージに登場する追加ウェポンの隠し場所や、最終ステージの分岐などに細かな違いが現れる。このゲームタイプは、ステージ3のブラックホールのアニメーションによって多少の判別が可能。なお追加ウェポンの場所は隠しコマンドで表示させることも可能である。

## パワーアップ
自機の装備は4タイプから選ぶ方式。
マルチプル（オプション）は2つまで装備できる。種類は以下の3つから選べる。
SHADOW
他のシリーズと同じ。自機の動きをトレースする。
FIXED
自機の斜め後ろ上下に固定される。
ROLLING
常に自機の周りを回転している。
シールドの種類は以下の2つから選べる。
SHIELD
自機前方を守る。耐久度10。
FORCE FIELD
自機を全方向から守る。耐久度5。

### TYPE1
太字はゲーム中で取得できる追加装備。
| 1段階目                                         | 2段階目                                                                           | 3段階目                                                                |
| ----------------------------------------------- | --------------------------------------------------------------------------------- | ---------------------------------------------------------------------- |
| SPEED UP                                        | (初速を0速として7速まで)                                                          | －                                                                     |
| MISSILE 通常のミサイル。                        | HAWK MISSILE MISSILEに登坂能力が付く。                                            | GUIDED MISSILE スクランブルハッチなどがあれば 自動攻撃するようになる。 |
| TAIL BEAM 前・後同時に弾を発射。                | BEAM ノーマル弾に戻る。                                                           | －                                                                     |
| UP DOUBLE 通常のダブル。                        | DOWN DOUBLE 前方斜め下方向へのダブル。                                            | －                                                                     |
| UP LASER グラディウス2のもの（2段階目）と同じ。 | DOWN LASER UP LASERと同様。                                                       | －                                                                     |
| LASER 通常のレーザー。                          | METEOR LASER 沙羅曼蛇（MSX版）に似た外見だが 特殊な効果はない。英字名が少し違う。 | SCREW LASER 自機の高さほどの幅があるレーザーを発射。                   |
| MULTIPLE オプション。                           | (2つまで)                                                                         | －                                                                     |
| ？ シールド。                                   | －                                                                                | －                                                                     |

### TYPE2
| 1段階目                                                                          | 2段階目                                      | 3段階目                                               |
| -------------------------------------------------------------------------------- | -------------------------------------------- | ----------------------------------------------------- |
| SPEED UP                                                                         | (初速を0速として7速まで)                     | －                                                    |
| PHOTON MISSILE 弾速は遅いが非常に威力が高い。 これでのみ破壊できる物も存在する。 | PHOTON HAWK PHOTON MISSILEに登坂能力が付く。 | GUIDED MISSILE TYPE1と同じ。 PHOTONの効果はなくなる。 |
| TAIL BEAM                                                                        | BEAM                                         | －                                                    |
| UP DOUBLE                                                                        | DOWN DOUBLE                                  | －                                                    |
| UP LASER                                                                         | DOWN LASER                                   | －                                                    |
| LASER                                                                            | TWINKLE LASER METEOR LASERの外見違い。       | SCREW LASER                                           |
| MULTIPLE                                                                         | (2つまで)                                    | －                                                    |
| ？                                                                               | －                                           | －                                                    |

### TYPE3
| 1段階目                                   | 2段階目                                                                                         | 3段階目                                                     |
| ----------------------------------------- | ----------------------------------------------------------------------------------------------- | ----------------------------------------------------------- |
| SPEED UP                                  | (初速を0速として7速まで)                                                                        | －                                                          |
| NAPALM MISSILE 敵接触時に爆風が発生する。 | NAPALM HAWK NAPALM MISSILEに登坂能力が付く。                                                    | GUIDED MISSILE TYPE1と同じ。 NAPALMの効果はなくなる。       |
| TAIL BEAM                                 | BEAM                                                                                            | －                                                          |
| UP DOUBLE                                 | DOWN DOUBLE                                                                                     | －                                                          |
| UP LASER                                  | DOWN LASER                                                                                      | －                                                          |
| RIPPLE LASER (MSX版)沙羅曼蛇と同じ。      | FIRE BLASTER 連射することで火柱を噴出し続ける。 グラディウス2と異なり概ね順当な攻撃判定がある。 | EXTEND BLASTER 太さが倍になる。 長さは画面横幅の1/4のまま。 |
| MULTIPLE                                  | (2つまで)                                                                                       | －                                                          |
| ？                                        | －                                                                                              | －                                                          |

### TYPE4
| 1段階目                                                                    | 2段階目                                  | 3段階目                                                       |
| -------------------------------------------------------------------------- | ---------------------------------------- | ------------------------------------------------------------- |
| SPEED UP                                                                   | (初速を0速として7速まで)                 | －                                                            |
| 2WAY MISSILE 画面上半分にいれば上、 そうでなければ下に発射されるミサイル。 | 2WAY HAWK 2WAY MISSILEに登坂能力が付く。 | GUIDED MISSILE 他のTYPEとは異なり、 2WAY HAWKの性能は残る。   |
| TAIL BEAM                                                                  | BEAM                                     | －                                                            |
| UP DOUBLE                                                                  | DOWN DOUBLE                              | －                                                            |
| UP LASER                                                                   | DOWN LASER                               | －                                                            |
| RIPPLE LASER                                                               | FIRE BLASTER                             | VECTOR LASER グラディウス2の特殊装備と同じ。 時間制限はない。 |
| MULTIPLE                                                                   | (2つまで)                                | －                                                            |
| ？                                                                         | －                                       | －                                                            |

### レーザーの性能
TYPE1と2の前方レーザーはショットボタンを押している時間と長さに関係がある。これはMSX版シリーズで唯一のものだが、元々同パソコン版は共通して「固い敵に当たるとレーザーの全長が消滅する」という特徴があるため、一概にプレイヤーに有利な改善点とは言えない。TYPE3と4のRIPPLE/VECTORレーザーは、遠くに行くほど判定が広がる関係で遮蔽板奥の細道を通り抜けられない、このためこの手のボスは食らい判定が遮蔽板に関係無く最前列でダメージを受けるよう調整されている。

## ストーリー
惑星グラディウスは過去3度に渡り亜時空星団バクテリアンとの戦いを潜り抜けてきた。
グラディウス暦　6658年、ビックバイパーがバクテリアンを撃退した「闇の女神戦」（グラディウス）
グラディウス暦　6666年、ヴェノムによる植民星侵略「サイレント・ナイトメア事件」（グラディウス2）
グラディウス暦　6709年、沙羅曼蛇軍との戦い「シードリーク作戦」（沙羅曼蛇）
かつてビックバイパー、メタリオンに搭乗し、幾多の戦役を戦い抜いてきたパイロット「ジェイムス・バートン」はグラディウス暦6718年に亡くなった。
そして6809年、グラディウス科学技術庁はついに待望の亜空間戦闘機「ヴィクセン」を完成させた。亜空間を超え、いよいよバクテリアンの本拠地へと乗り込む時が来たのであった。そのコクピットに座るのはジェイムス・バートンの直系の子孫であるデイヴィッド・バートンであった。

## ステージ構成
『グラディウスII GOFERの野望』をベースにしたステージも一部あるものの、殆どがオリジナルステージで構成されている。全10ステージとシリーズ中でも最長と言える構成になっている。
| Stage | 内容         | 解説                                                                              | 使用曲                                     | ボス                                          |
| ----- | ------------ | --------------------------------------------------------------------------------- | ------------------------------------------ | --------------------------------------------- |
| 1     | SUN          | 人工太陽で構成されたバクテリアンの最前線。                                        | We Followed The Sun                        | ギーザ・バトラー                              |
| 2     | PLANT        | 食虫植物惑星。                                                                    | Feel Pleas ure to The Death                | ハンス・ノーティー                            |
| 3     | GRAVITY      | 重力惑星。バクテリアンによって支配され、 強力な重力コントロールが施されている。   | Space Traveler                             | ブラックホール                                |
| 4     | PAST・BOSS   | 過去へタイムワープする最中、過去のボスと遭遇。                                    | GRADIUS Boss SALAMANDER Boss GRADIUS2 Boss | テトラン アバドン艦 ミスフィッツ艦 ビッグコア |
| 5     | MOAI         | メカニカルパーツで重装備を施されたモアイが行く手を阻む。                          | Dance of Middle Easterners                 | アーマード・セイント                          |
| 6     | HELL         | 発光体で構成されている硬物質惑星。 硬物質はニードル（針）と化しヴィクセンを襲う。 | Hellraiser                                 | レイナード・スキナード                        |
| 7     | SAND         | バクテリアンに改造された砂の惑星。 流砂や砂嵐、サンドワームなどが出現。           | Galactic Desert                            | トライアンフ・キックス                        |
| 8     | CELL         | 単細胞生命体惑星。 生物の原型であるアメーバが知能を持ち襲いかかる。               | From Ancient Times                         | キラー・ドワーフス                            |
| 9     | 工場         | 敵の工場。                                                                        | Cosmic Heroes                              | クラブ・ウォーロック                          |
| 10    | ゴーファー艦 | ゴーファー艦の内部。                                                              | Close Quarters Prophecy                    | クイーンズライチ ゴーファー                   |

## 移植
i-revoやバーチャルコンソール、プロジェクトEGG以外には、以下のソフトにも収録されている。
- コナミアンティークスMSXコレクション Vol.1（PlayStation）
- コナミアンティークスMSXコレクション ウルトラパック（セガサターン）

さらにPS版はゲームアーカイブスにおいてPlayStation PortableおよびPlayStation 3向けにダウンロード販売もされている。